# Gran Premio Città di Pontedera
Il Gran Premio Città di Pontedera è una corsa in linea maschile di ciclismo su strada che si svolge ogni aprile a Pontedera, in Italia. Aperta a Elite e Under-23, è parte del calendario nazionale come gara di classe 1.12.

## Albo d'oro
Aggiornato all'edizione 2023.
| Anno | Vincitore                             | Secondo                               | Terzo                                 |
| ---- | ------------------------------------- | ------------------------------------- | ------------------------------------- |
| 2016 | Matteo Natali                         | Vincenzo Albanese                     | Emanuele Onesti                       |
| 2017 | Daniel Savini                         | Antonio Zullo                         | Alessandro Pessot                     |
| 2018 | Rasmus Iversen                        | Alessandro Covi                       | Mattia Bais                           |
| 2019 | Francesco Di Felice                   | Klidi Jaku                            | Manuel Allori                         |
| 2020 | annullato per la pandemia di COVID-19 | annullato per la pandemia di COVID-19 | annullato per la pandemia di COVID-19 |
| 2021 | Cristian Rocchetta                    | Michele Gazzoli                       | Filippo Baroncini                     |
| 2022 | Nicola Venchiarutti                   | Davide De Pretto                      | Francesco Di Felice                   |
| 2023 | Matteo Baseggio                       | Gianluca Cordioli                     | Giovanni Zordan                       |